# Efraín Amézcua
Efraín Amezcua (3 de agosto de 1907 - 15 de setembro de 1970), foi um futebolista mexicano, que jogou duas partidas na Copa do Mundo de 1930, contra Chile e França.